# Patrik Mráz
Patrik Mráz (* 1. února 1987 Púchov) je slovenský fotbalový obránce či záložník, od 2018 působící v klubu Zagłębie Sosnowiec. Mimo Slovensko působil na klubové úrovni v Polsku. Je bývalým mládežnickým reprezentantem Slovenska.

## Klubová kariéra
Svou fotbalovou kariéru začal v Púchově, kde prošel všemi mládežnickými kategoriemi.

### FK Matador Púchov
Před sezonou 2005/06 se propracoval do prvního týmu, kde strávil jeden ročník. Během této doby odehrál za mužstvo 34 zápasů, ve kterých se gólově neprosadil.

### FC Petržalka 1898
V létě 2006 přestoupil do Petržalky. V sezoně 2007/08 získal s týmem double (mistrovský titul a slovenský pohár). Celkem za klub nastoupil k 57 střetnutí, ve kterých dal jednu branku.

### MŠK Žilina
V září 2009 odešel do Žiliny. S týmem získal celkem dva tituly (v ročnících 2009/10 a 2011/12), slovenský pohár (2011/12) a slovenský superpohár (2010). Během svého působení vsítil 6 gólů v 63 ligových utkáních.

### Śląsk Wrocław
V zimním přestupovém období sezony 2011/12 se o hráče zajímal polský klub KS Cracovia, ale nakonec zamířil do Śląsku Wrocław, kde podepsal smlouvu do léta 2015. V sezóně 2011/12 získal s týmem ligový titul. V listopadu 2012 v mužstvu předčasně skončil. Nastoupil k 12 zápasům, branku nevsítil.

### FK Senica
V únoru 2013 se vrátil na Slovensko do klubu FK Senica, kde podepsal půlroční kontrakt. Za klub odehrál 12 utkání, ve kterých gól nedal.

### Górnik Łęczna
V létě 2013 byl na testech v německém mužstvu FC Erzgebirge Aue, kde neuspěl a přestoupil podruhé do Polska do Górniku Łęczna. Na konci sezony 2013/14 postoupil s Górnikem do Ekstraklasy, kterou si za Łęcznu také zahrál. Za mužstvo odehrál 59 ligových zápasů, v nichž 3x rozvlnil síť.

### Piast Gliwice
Před ročníkem 2015/16 se o hráče zajímali dva kluby z Polska (Wisla Krakov a tehdejší nováček nejvyšší soutěže Termalica Bruk-Bet Nieciecza), ale nakonec se po úspěšných testech stal hráčem Piastu Gliwice tehdy vedeného českým trenérem Radoslavem Látalem. S týmem podepsal smlouvu na dva roky.

#### Sezona 2015/16
V Ekstraklase za Piast debutoval v ligovém utkání 1. kola (20. 7. 2015) proti týmu Termalica Bruk-Bet Nieciecza (výhra Piastu 1:0), odehrál celý zápas a ve 28. minutě vsítil jediný a tudíž vítězný gól zápasu. Další branku dal ve 4. kole (7. srpna 2015) na půdě mužstva KS Cracovia, ve 46. minutě vyrovnával na 1:1, Piast nakonec zvítězil 2:1. Svůj třetí gól vsítil v nadstavbové části proti klubu Lech Poznań, když v 61. minutě vyrovnával na konečných 2:2. V ročníku 2015/16 nastoupil k 34 utkáním, dal v nich 3 góly a na 14 dalších přihrál (stal se nejlepším asistentem mužstva). V sezoně s týmem dosáhl historického umístění, když jeho klub skončil na druhé příčce a kvalifikoval se do druhého předkola Evropské ligy UEFA. V květnu 2016 byl zvolen nejlepším obráncem polské ligy.

#### Sezona 2016/17
S Piastem se představil ve 2. předkole Evropské ligy UEFA, kde klub narazil na švédský tým IFK Göteborg, kterému podlehl 0:3 a remízoval s ním 0:0 (v tomto utkání Patrik nenastoupil). Poprvé v sezoně se prosadil v utkání 2. kola hraného 24. 7. 2016 proti Wisłe Płock (výhra 2:1), když v 55. minutě vstřelil rozhodující branku střetnutí.

## Klubové statistiky
Aktuální k 28. květnu 2016
| Sezona  | Klub                   | Soutěž      | Zápasy | Góly |
| ------- | ---------------------- | ----------- | ------ | ---- |
| 2005/06 | FK Matador Púchov      | Corgoň liga | 34     | 0    |
| 2006/07 | FC Artmedia Bratislava | Corgoň liga | 16     | 0    |
| 2007/08 | FC Artmedia Petržalka  | Corgoň liga | 19     | 0    |
| 2008/09 | FC Artmedia Petržalka  | Corgoň liga | 22     | 1    |
| 2009/10 | MŠK Žilina             | Corgoň liga | 27     | 1    |
| 2010/11 | MŠK Žilina             | Corgoň liga | 21     | 0    |
| 2011/12 | MŠK Žilina             | Corgoň liga | 16     | 5    |
| 2011/12 | Śląsk Wrocław          | Ekstraklasa | 7      | 0    |
| 2012/13 | Śląsk Wrocław          | Ekstraklasa | 5      | 0    |
| 2012/13 | FK Senica              | Corgoň liga | 12     | 0    |
| 2013/14 | Górnik Łęczna          | I liga      | 26     | 0    |
| 2014/15 | Górnik Łęczna          | Ekstraklasa | 33     | 3    |
| 2015/16 | Piast Gliwice          | Ekstraklasa | 34     | 3    |

## Reprezentační kariéra
Patrik je bývalým mládežnickým reprezentantem Slovenska. Nastupoval za výběry do 19 a 21 let.